# Província de Awaji
Awaji (淡路国, Awaji no kuni), anteriormente 淡道) foi uma antiga província do Japão equivalente à Ilha de Awaji, entre Honshū e Shikoku. Hoje é parte da prefeitura de Hyōgo. Às vezes é chamada de Tanshū (淡州). Awaji é dividida em três seções municipais: Awaji é a seção norte, Sumoto é a seção mais urbana e central, e quatro cidades menores no sul formam a cidade de Minamiawaji.

Mapa das províncias japonesas (1868) com a província de Awaji em destaque

Foi fundada no século VII como parte do circuito de Nankaidō. Em Nankaidō, Awaji estava entre Kii e Awa. Awaji significa literalmente "Caminho para Awa", isto é, o caminho para a província de Awa a partir do centro do Japão. Awaji era dividida em dois distritos: Tsuna no Kōri ao norte e Mihara no Kōri ao sul.
O governo da província presumivelmente se localizava em Minamiawaji, mas nenhuma relíquia foi ainda encontrada.
Awaji era um destino comum para exílios políticos. O Imperador Junnin foi exilado em Awaji após abdicar, até sua morte.
No Período Edo, Awaji era governada pelo clã Hachisuka em Tokushima, Província de Awa. Quando o sistema han foi abolido e as prefeituras foram organizadas, os habitantes da província de Awaji preferiram pertencer à prefeitura de Hyōgo em vez da prefeitura de Tokushima, devido ao conflito político entre Tokushima e Awaji.  